# Тревор Бассітт
Тревор Бассітт (26 лютого 1998 , Блаффтон, Індіана ) — американський легкоатлет, який спеціалізується у бар'єрному бігу, призер чемпіонату світу..

## Основні міжнародні виступи
| Рік             | Змагання                     | Місце проведення | Місце           | Дисципліна             | Результат       | Примітки        |
| Представник США | Представник США              | Представник США  | Представник США | Представник США        | Представник США | Представник США |
| --------------- | ---------------------------- | ---------------- | --------------- | ---------------------- | --------------- | --------------- |
| 2021            | Олімпійські випробування США | Юджин, США       | 8               | 400 метрів з бар'єрами | 50.03           |                 |
| 2022            | Чемпіонат світу в приміщенні | Белград, Сербія  | 2               | біг на 400 метрів      | 45.05           | PB              |
| 2022            | Чемпіонат світу              | Юджин, США       | 3               | 400 метрів з бар'єрами | 47.39           | PB              |
| 2022            | Чемпіонат світу              | Юджин, США       | 1 (з.)          | естафета 4×400 метрів  | 2:58.56         | [ 1 ]           |